# Symfonie nr. 4 (Orthel)
Léon Orthel voltooide zijn Symfonie nr. 4 in 1949. Hij schreef het tussen zijn "Kleine balletsuite" en Twee liederen op tekst van Rainer Maria Rilke (Der Tod der Geliebten en Ist ein Schloss).
Na symfonie nr. 1 (1936), nr. 2 (1940) en nr. 3 (1943) kwam Orthel in 1948 met zijn vierde symfonie (hij schreef er in totaal zes). Het is volgens Orthel zelf een sinfonia concertante voor piano en symfonieorkest. Sommige recensenten vonden de pianopartij echter zo dominant, dat ze het richting een pianoconcert schreven. De partituur vermeldde "Voor moeders nagedachtenis; ter herinnering aan najaar 1909 en 1 september 1948".
Het werk beslaat slechts één deel, waarbij volgens muziekrecensent Wouter Paap virtuositeit en dramatiek elkaar afwisselen. Nadat Willem van Otterloo het op 15 november 1950 had uitgevoerd met Orthel achter de piano en het Residentieorkest, kreeg het uitvoeringen door het Rotterdams Philharmonisch Orkest onder leiding van Eduard Flipse (nog datzelfde jaar) en het Concertgebouworkest onder leiding van Jean Fournet (28 februari en 1 maart 1951).
Orthel schreef een uitgebreid symfonieorkest voor:
- solopiano
- 3 dwarsfluiten (III ook piccolo), 3 hobo’s, 3 klarinetten (III ook basklarinet), 2 fagotten, 1 contrafagot (ad libitum)
- 4 hoorns, 3 trompetten, 3 trombones, 1 tuba (ad libitum)
- pauken, percussie
- violen, altviolen, celli, contrabassen